# Sandaogou (socken i Kina)
Sandaogou (kinesiska: 三道沟, 三道沟乡) är en socken i Kina. Den ligger i den autonoma regionen Inre Mongoliet, i den norra delen av landet, omkring 430 kilometer öster om regionhuvudstaden Hohhot.
Genomsnittlig årsnederbörd är 572 millimeter. Den regnigaste månaden är juli, med i genomsnitt 143 mm nederbörd, och den torraste är januari, med 3 mm nederbörd.